# 1994년 벨라루스 대통령 선거
1994년 6월 23일 벨라루스에서 대통령 선거가 열렸으며, 7월 10일에는 결선투표가 실시되었다. 이는 3년 전 소련으로부터 독립한 이후 벨라루스에서 최초로 실시된 국가 단위 선거였다. 선거 결과는 결선에서 80.6%를 득표한 알렉산드르 루카셴코의 승리였다.
벨라루스는 1994년에 공산 정권 하에서 정부 선거를 실시한 유일한 유럽 국가였다.

## 배경
1994년 3월 15일 벨라루스 최고평의회는 벨라루스의 헌법을 제정하였으며, 법치주의 단방제 민주 국가를 표방했으며, 대통령제를 채택하였다. 3월 29일 최고평의회에서 벨라루스의 대통령을 선출하기 위한 법령을 통과시켰다. 1994년 4월 6일, 벨라루스 중앙 선거관리위원회는 4월 15일~24일 동안 지방 선거관리위원회를 설치하고, 15일~24일 동안 후보 추천을 받고, 25일~29일 동안 투표소를 설치하고, 4월 25일~5월 15일 동안 최고평의회 의원의 서명과 일반인의 서명을 받고, 5월 27일~6월 2일 동안 공식 후보 등록을 진행하겠다는 일정을 발표하였다. 6월 2일~22일 기간은 선거 운동 기간이었고, 1차 투표는 6월 23일, 2차 결선 투표는 7월 10일로 예정되었다.
후보 추천은 10만 명 이상의 일반인 서명이나 최고평의회 의원 70명 이상의 서명을 받아야 정식 후보로 등록할 수 있었다.

## 결과

### 1차 투표

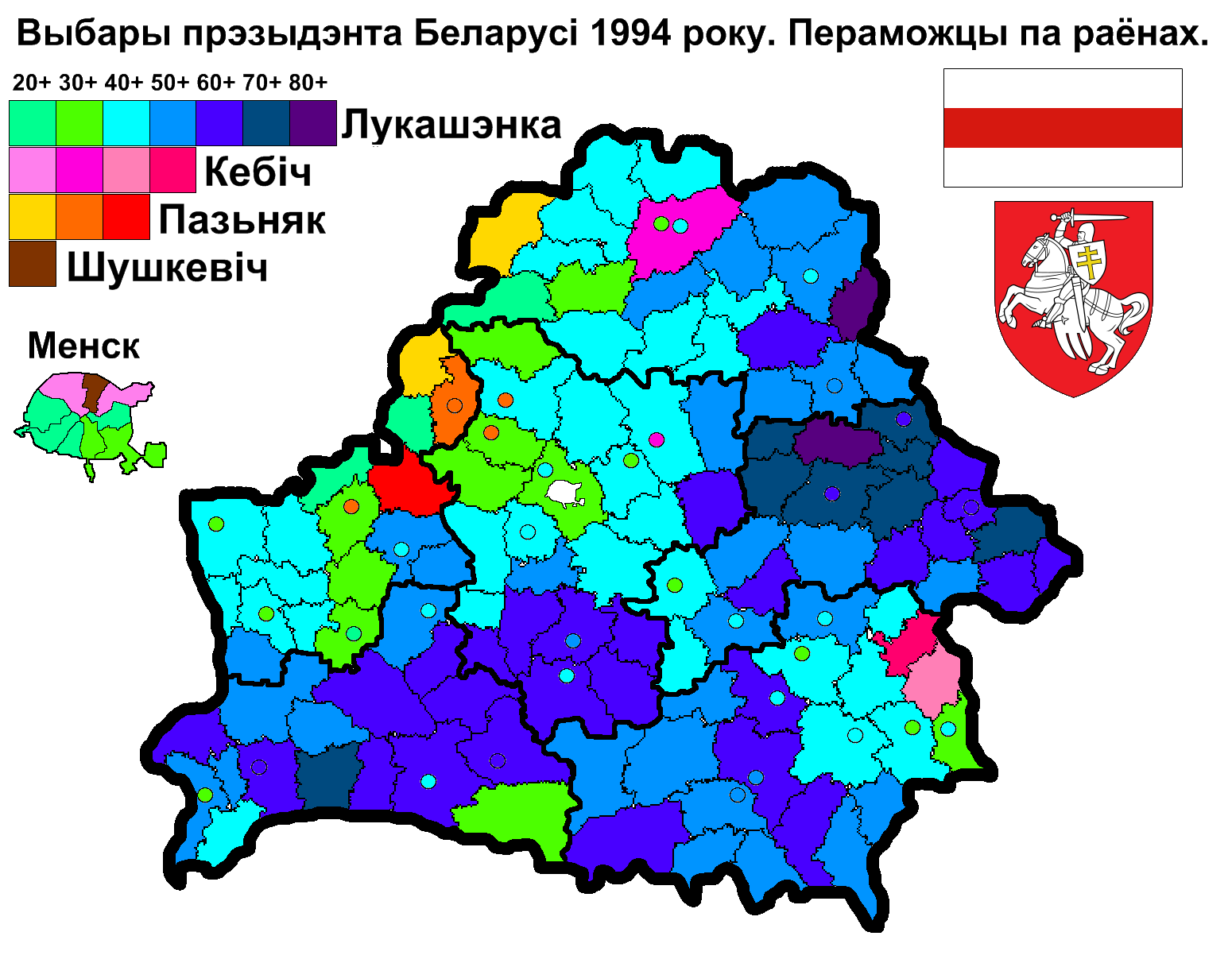
1차 투표의 결과.

당시 벨라루스의 유권자는 인구의 71% (선거 전 자료 기준 7,349,710명, 선거 후 자료 기준 7,476,586명) 가량이었다. 투표 용지 5,904,312장 중 121,509장이 무효표로 처리되었으며, 165,023표는 모든 후보에 반대하는 표였다. 투표는 1994년 6월 23일 목요일 7:00~22:00 동안 치러졌다.
| \| 1차 투표 결과 \| 1차 투표 결과 \| 1차 투표 결과 \| 1차 투표 결과 \| 1차 투표 결과 \| \| ----------------------- \| ----------------------- \| ------------- \| ------------- \| ------------- \| \| \| \| \| \| \| \| 알렉산드르 루카셴코 \| 알렉산드르 루카셴코 \| \| 44.82% \| 44.82% \| \| 뱌차슬라우 케비치 \| 뱌차슬라우 케비치 \| \| 17.33% \| 17.33% \| \| 자논 파즈냐크 \| 자논 파즈냐크 \| \| 12.82% \| 12.82% \| \| 스타니슬라우 슈시케비치 \| 스타니슬라우 슈시케비치 \| \| 10.0% \| 10.0% \| \| 알략산다르 둡코 \| 알략산다르 둡코 \| \| 6.0% \| 6.0% \| \| 바실 노비카우 \| 바실 노비카우 \| \| 5.0% \| 5.0% \| |                         |  |        |        |
| 1차 투표 결과 |                         |  |        |        |
| |                         |  |        |        |
| 알렉산드르 루카셴코 | 알렉산드르 루카셴코     |  | 44.82% | 44.82% |
| 뱌차슬라우 케비치 | 뱌차슬라우 케비치       |  | 17.33% | 17.33% |
| 자논 파즈냐크 | 자논 파즈냐크           |  | 12.82% | 12.82% |
| 스타니슬라우 슈시케비치 | 스타니슬라우 슈시케비치 |  | 10.0%  | 10.0%  |
| 알략산다르 둡코 | 알략산다르 둡코         |  | 6.0%   | 6.0%   |
| 바실 노비카우 | 바실 노비카우           |  | 5.0%   | 5.0%   |

| 후보                    | 브레스트 | 비렙스크 | 흐로드나 | 호멜 | 마힐료우 | 민스크 | 민스크시 |
| ----------------------- | -------- | -------- | -------- | ---- | -------- | ------ | -------- |
| 알렉산드르 루카셴코     | 53.5     | 46.0     | 36.3     | 45.6 | 63.0     | 44.5   | 26.5     |
| 뱌차슬라우 케비치       | 13.9     | 19.3     | 14.6     | 23.1 | 17.0     | 14.9   | 18.2     |
| 자논 파즈냐크           | 11.7     | 9.4      | 21.2     | 6.3  | 4.7      | 15.3   | 21.0     |
| 스타니슬라우 슈시케비치 | 8.7      | 7.1      | 10.2     | 8.6  | 3.8      | 8.5    | 21.2     |
| 알략산다르 둡코         | 5.3      | 6.7      | 8.5      | 5.5  | 4.4      | 7.9    | 3.5      |
| 바실 노비카우           | 3.2      | 6.0      | 3.1      | 5.0  | 3.5      | 4.3    | 4.5      |

#### 지도

1차 투표에서 루카셴코의 득표.
1차 투표에서 케비치의 득표.
1차 투표에서 파즈냐크의 득표.
1차 투표에서 슈시케비치의 득표.
1차 투표에서 둡코의 득표.
1차 투표에서 노비카우의 득표.

### 2차 투표
| \| 2차 투표 결과 \| 2차 투표 결과 \| 2차 투표 결과 \| 2차 투표 결과 \| 2차 투표 결과 \| \| ------------------- \| ------------------- \| ------------- \| ------------- \| ------------- \| \| \| \| \| \| \| \| 알렉산드르 루카셴코 \| 알렉산드르 루카셴코 \| \| 80.61% \| 80.61% \| \| 뱌차슬라우 케비치 \| 뱌차슬라우 케비치 \| \| 14.22% \| 14.22% \| |                     |  |        |        |
| 2차 투표 결과 |                     |  |        |        |
| |                     |  |        |        |
| 알렉산드르 루카셴코 | 알렉산드르 루카셴코 |  | 80.61% | 80.61% |
| 뱌차슬라우 케비치 | 뱌차슬라우 케비치   |  | 14.22% | 14.22% |

2차 투표에서는 유권자 7,476,205명 중 5,278,331명(70.6%)이 참여했다. 알렉산드르 루카셴코는 4,241,026표(80.61%, 유권자의 56%), 뱌차슬라우 케비치는 748,329표(14.22%)를 받았다. 17,193표가 무효 처리되었다.

## 선거 이후
집권 1년 후인 1995년, 알렉산드르 루카셴코는 국민투표에서 승리하여 입법부를 해체하였으며, 1996년 국민투표에서 다시 승리하여 자신의 권력을 강화하고 5년 임기를 2년 연장하여 2001년에 대선을 실시하였다. 이 때문에, 1994년 대통령 선거가 소련으로부터의 독립 이후 열린 유일한 자유 선거였다고 평가받고 있다.